# Schöten

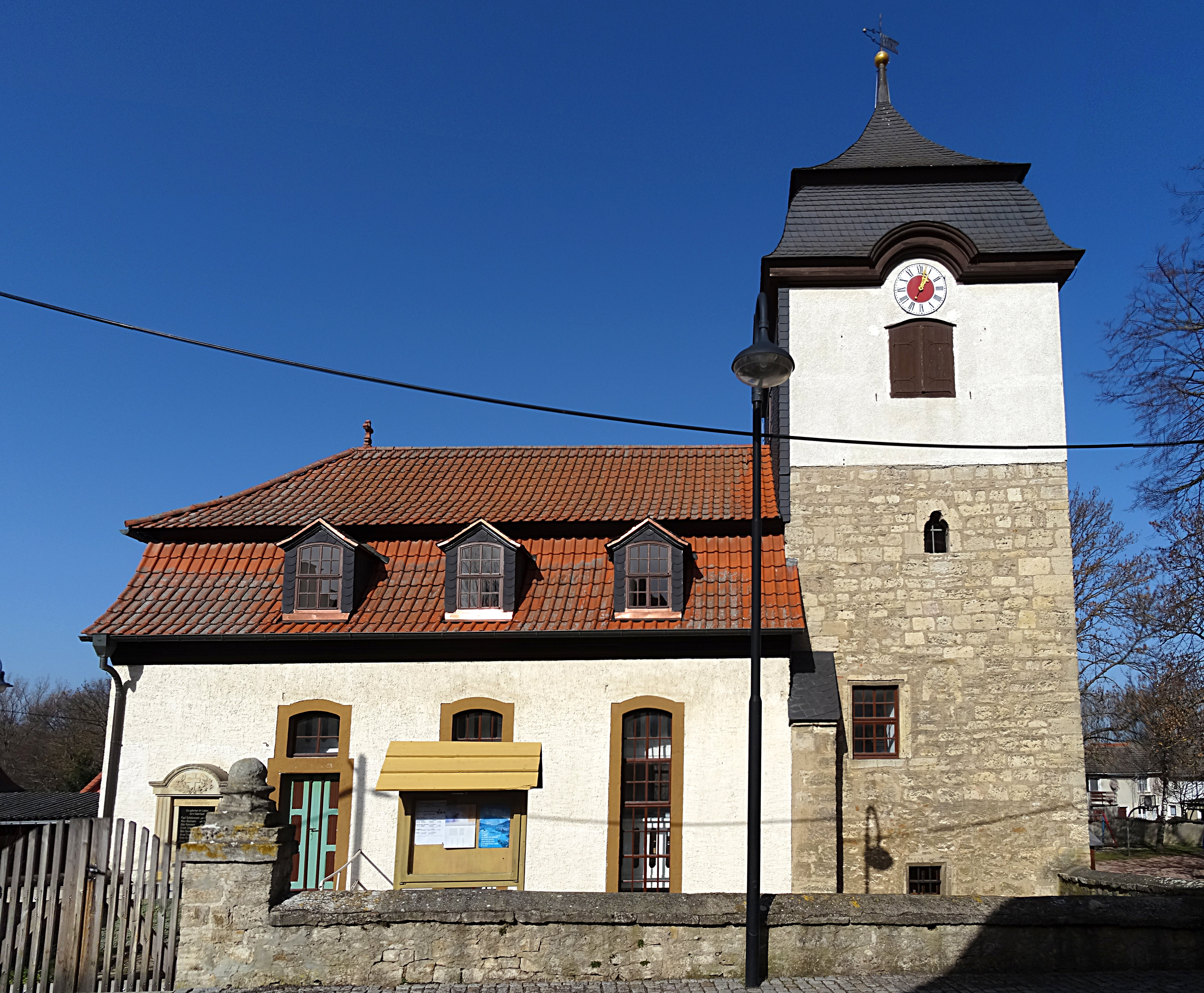
Dorfkirche

Schöten ist mit 273,6 Metern über NN der höchstgelegene Ortsteil der Stadt Apolda im Nordosten des Landkreises Weimarer Land. Der Ort liegt ungefähr 3 km südlich von Apolda am Schötener Bach.

## Lage
Das Gemeindegebiet umfasst eine Fläche von 1,27 km². Es grenzt im Osten an Stobra, im Norden an Apolda, im Westen an Herressen-Sulzbach und im Süden an Hermstedt. Mit 273,6 m über NN liegt im Ortsteil der höchste geographische Punkt des Stadtgebietes von Apolda.
Die Buslinie 292 der PVG Weimarer Land verbindet den Ort mit Jena bzw. Apolda.

## Geschichte
Die urkundliche Ersterwähnung des Ortes fällt in das Jahr 1181. Der Ortsname geht vermutlich auf das slawische „scetin“ zurück, was so viel wie „Ort am Rande eines Grabens“ bedeutet. Laut der Lindwurmsage wird der Ortsname mit dem Zu„schütten“ des Sumpfes, in dem der Knappe Veit die Lindwürmer getötet haben soll, in Verbindung gebracht.
Der Ort gehörte zum Kloster Heusdorf, dessen Besitz im Zuge der Reformation 1536 im landesherrlichen Amt Heusdorf zusammengefasst wurde. Nach der Auflösung des Amts im Jahre 1818 kam Schöten zum Amt Roßla und 1850 zum Verwaltungsbezirk Weimar II (Verwaltungsbezirk Apolda) des Großherzogtums Sachsen-Weimar-Eisenach.
In der Zeit des Nationalsozialismus waren auch in Schöten Zwangsarbeiter aus Serbien und Polen auf Bauernhöfen eingesetzt. Dabei kam es nach einer Denunziation eines behaupteten intimen Verhältnisses einer Bäuerin mit einem polnischen Zwangsarbeiter zu einem drastischen Terror-Exzess. Der Pole wurde im März 1942 vor hunderten versammelten Zwangsarbeitern der Umgegend von einem SS-Kommando des KZ Buchenwald öffentlich erhängt. Die beschuldigte Frau wurde im KZ Ravensbrück Folterungen unterworfen. Ein Gericht verurteilte 1948 die Denunziantin zu vier Jahren Zuchthaus.
1996 wurde Schöten nach Apolda eingemeindet.

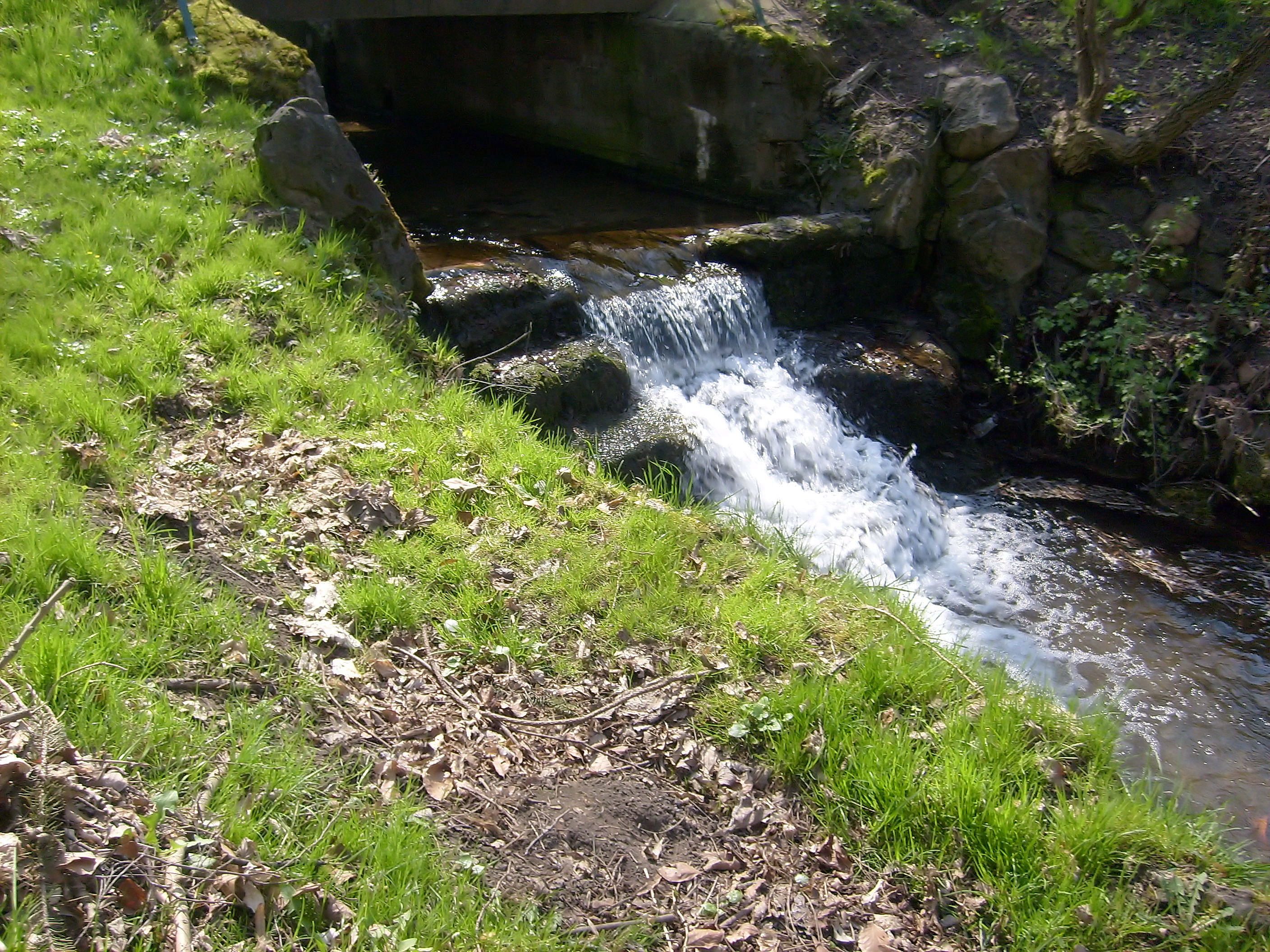
Schötener Bach

### Einwohnerentwicklung seit 1996
| Jahr | Einwohner |
| ---- | --------- |
| 1996 | 233       |
| 1997 | 231       |
| 1998 | 231       |
| 1999 | 255       |

| Jahr | Einwohner |
| ---- | --------- |
| 2000 | 261       |
| 2001 | 268       |
| 2002 | 272       |
| 2003 | 285       |

| Jahr | Einwohner |
| ---- | --------- |
| 2004 | 274       |
| 2005 | 272       |
| 2006 | 266       |
| 2007 | 258       |

## Bauwerke
Die Kirche St. Marien in der Dorfmitte wurde nach einem Brand im Jahr 1780 an der gleichen Stelle neu errichtet. Ihr Vorgängerbau stammt aus dem Jahr 1260. Die Kirche wird an ihrer Süd- und Ostseite von Grünflächen, welche von einer Natursteinmauer eingefasst sind, umgeben. Daran grenzt der Anger mit Teich und Brunnen. Am Kirchturm sind noch romanische Bauteile zu sehen. Bei der Restaurierung in den 1980er Jahren war Horst Jährling der Berater.
Am östlichen Ortsrand steht das aus Sandstein geschaffene Sühnekreuz. Auf diesem 1,50 Meter hohen Kreuz war ein heute nicht mehr sichtbares Schwert abgebildet. Der Sage nach soll hier ein Handwerksbursche ein Mädchen vergewaltigt und anschließend getötet haben.

## Brauerei
Bekannt ist die Brauerei in Schöten als „Lindwurm-Bräu“.